# Батман за един ден
„Батман за един ден“ (на английски: Batkid Begins) е американски документален филм от 2015 г. на режисьора Дейна Нахман по сценарий на Кърт Куен. Премиерата му е на 26 юни 2015 г. в разпространение от „Уорнър Брос Пикчърс“.

## Актьорски състав
- Майлс Скот – Баткид / себе си
- Ерик Джонстън – Батман
- Филип Уат – Гатанката
- Майк Ютан – Пингвина
- Сю Греъм Джонсън – девица в беда
- Джоел Зимей – Лу Сийл
- Ор Опенхаймер – Жената котка
- Рон Опенхаймер – Супермен
- Ник Скот – себе си
- Натали Скот – себе си
- Райън Скот – себе си
- Ед Лий – кмет на Сан Франциско
- Грег Сюр – шеф на полицията
- Наоми Кайл – себе си
- Патриша Уилсън – изпълнителен директно
- Ханс Цимер – себе си
- Ейма Дийц – водеща на новини

## Премиера
Премиерата на филма се състои на филмовия фестивал „Сламданс“ на 24 януари 2015 г.